# Solenice
Solenice település Csehországban, a Příbrami járásban. Solenice Milešov, Smolotely, Bohostice, Zduchovice és Dolní Hbity településekkel határos. Lakosainak száma 358 fő (2024. január 1.).

## Népesség
A település lakosságának változását az alábbi diagram mutatja:
| Lakosok száma | 434  | 380  | 312  | 176  | 457  | 320  | 405  | 386  | 363  | 358  |
|               | 1869 | 1890 | 1921 | 1950 | 1980 | 2001 | 2017 | 2019 | 2022 | 2024 |